# Brice Guyart
Brice Emmanuel Guyart (Suresnes, 15 de març de 1981) és un esportista francès ja retirat que va competir en esgrima, especialista en la modalitat de floret. La seva germana Astrid també va competir en esgrima.
Va participar en tres Jocs Olímpics d'Estiu, i hi va obtenir en total dues medalles d'or, a Sidney 2000 en el torneig per equips (juntament amb Jean-Noël Ferrari, Patrice Lhôtellier i Lionel Plumenail), i a Atenes 2004 en la prova individual.
Va guanyar set medalles en el Campionat del Món d'esgrima entre els anys 2001 i 2011, i quatre medalles en el Campionat d'Europa d'esgrima entre els anys 2006 i 2012.

## Palmarès internacional
| Jocs Olímpics      | Jocs Olímpics             | Jocs Olímpics | Jocs Olímpics     |
| Any                | Lloc                      | Medalla       | Prova             |
| ------------------ | ------------------------- | ------------- | ----------------- |
| 2000               | Sydney ( Austràlia)       | 1             | Floret per equips |
| 2004               | Atenes ( Grècia)          | 1             | Floret individual |
| Campionat del món  |                           |               |                   |
| Any                | Lloc                      | Medalla       | Prova             |
| 2001               | Nimes ( França)           | 1             | Floret per equips |
| 2001               | Nimes ( França)           | 3             | Floret individual |
| 2002               | Lisboa ( Portugal)        | 2             | Floret per equips |
| 2003               | l'Havana ( Cuba)          | 3             | Floret individual |
| 2005               | Leipzig ( Alemanya)       | 1             | Floret per equips |
| 2007               | Sant Petersburg ( Rússia) | 1             | Floret per equips |
| 2011               | Catània ( Itàlia)         | 2             | Floret per equips |
| Campionat d'Europa |                           |               |                   |
| Any                | Lloc                      | Medalla       | Prova             |
| 2006               | Esmirna ( Turquia)        | 1             | Floret per equips |
| 2006               | Esmirna ( Turquia)        | 3             | Floret individual |
| 2011               | Sheffield ( Regne Unit)   | 2             | Floret per equips |
| 2012               | Legnano ( Itàlia)         | 2             | Floret per equips |